# 小島陣屋

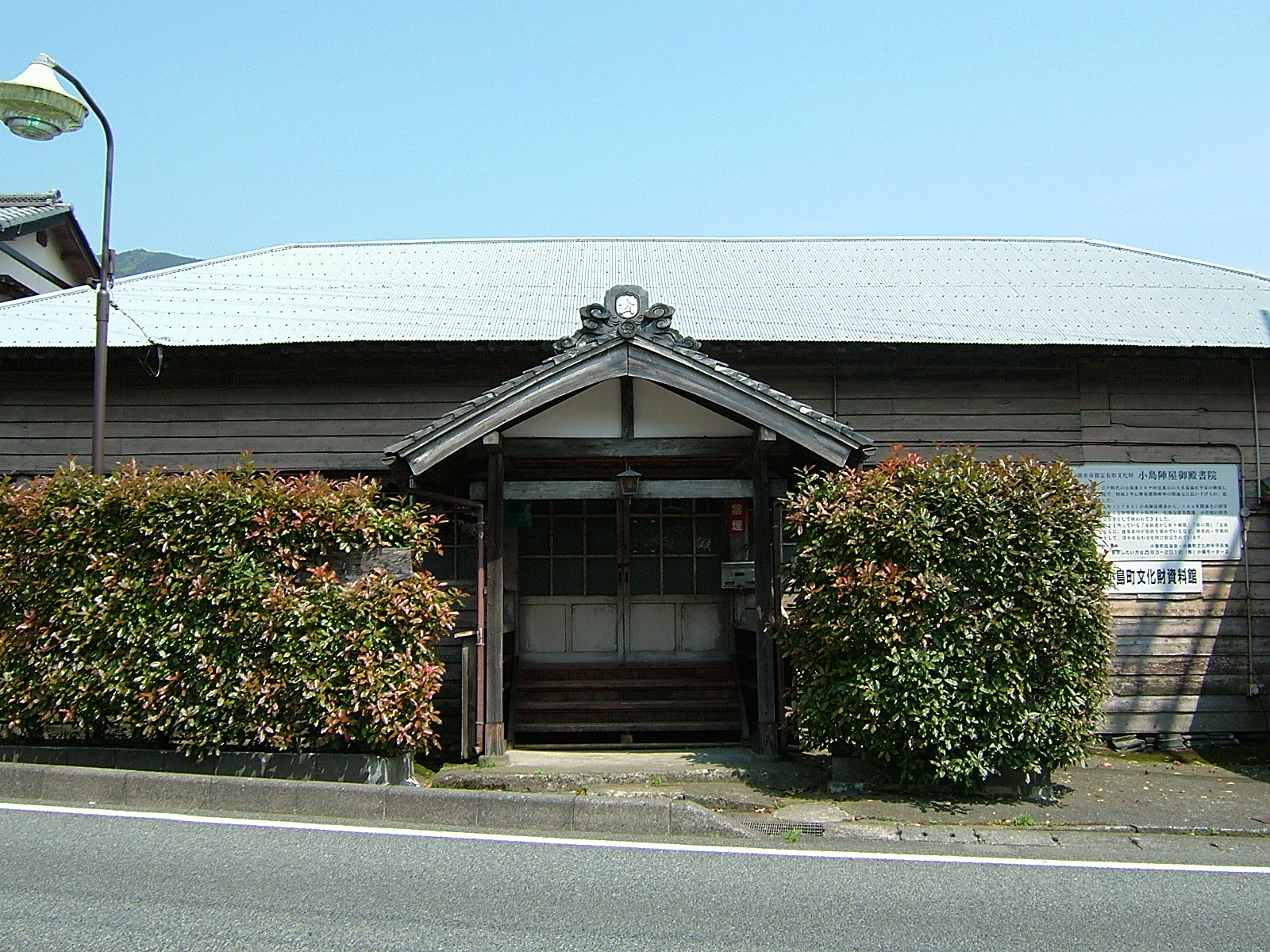
小島陣屋御殿（静岡市指定文化財、小島町文化財資料館）

小島陣屋（おじまじんや）は、静岡県静岡市清水区小島本町にある駿河国小島藩の陣屋跡。国の史跡。

## 概要
駿河小島藩は、江戸時代の1689年（元禄2年）に旗本の松平信孝が4000石を加増されて1万石の譜代大名に列せられたことで立藩した。1704年（宝永元年）、信孝の跡を継いだ松平信治が駿河国庵原郡小島に陣屋を構え、「小島陣屋」が建造された。城跡（陣屋跡）は最大4メートルにもなる石垣を多用した3段構成の曲輪からなる城郭風構造となっている。
以後、同陣屋は164年間にわたり小島藩政の中心となった。1868年（明治元年）に小島藩は上総国（現在の千葉県）に移され、静岡藩の管轄となった。1874年（明治7年）には小学校（現在の静岡市立清水小島小学校の前身）に転用された。1928年（昭和3年）に小学校は移転し、陣屋に関わる建造物は解体されたが、御殿書院のみは別の場所に移築されて公会堂として利用されてきたほか、現在は「小島町文化財資料館」となっている。2001年（平成13年）には「小島藩陣屋御殿」として市の有形文化財に指定された。2024年（令和6年）11月に元あった小島陣屋跡地に移築し、同年12月12日より一般公開された（御殿位置図）。（公開日は土曜日、日曜日、祝日のみ。公式サイト参照）
また、旧陣屋跡地は、石垣や建物跡などの遺構が良好な状態で残されていることから、2006年（平成18年）に国の史跡に指定された。